# I liga 1991-1992 (pallacanestro maschile)
La I liga 1991-1992 è stata la 58ª edizione del massimo campionato polacco di pallacanestro maschile. La vittoria finale è stata ad appannaggio dello Śląsk Breslavia.

## Risultati

### Stagione regolare

#### Prima fase
|     | Squadra            | G  | V  | P  | PF | PS | Pt. | Qualificazione       |
| --- | ------------------ | -- | -- | -- | -- | -- | --- | -------------------- |
| 1.  | Śląsk Breslavia    | 22 | 20 | 2  |    |    | 42  | girone playoff       |
| 2.  | Bobry Bytom        | 22 | 15 | 7  |    |    | 37  | girone playoff       |
| 3.  | Gwardia Breslavia  | 22 | 14 | 8  |    |    | 36  | girone playoff       |
| 4.  | Polonia Varsavia   | 22 | 13 | 9  |    |    | 35  | girone playoff       |
| 5.  | Lech Poznań        | 22 | 13 | 9  |    |    | 35  | girone playoff       |
| 6.  | Zielona Góra       | 22 | 11 | 11 |    |    | 33  | girone playoff       |
| 7.  | Stal Stalowa Wola  | 22 | 11 | 11 |    |    | 33  | girone retrocessione |
| 8.  | Zagłębie Sosnowiec | 22 | 9  | 13 |    |    | 31  | girone retrocessione |
| 9.  | Górnik Wałbrzych   | 22 | 8  | 14 |    |    | 30  | girone retrocessione |
| 10. | Astoria Bydgoszcz  | 22 | 8  | 14 |    |    | 30  | girone retrocessione |
| 11. | Hutnik Cracovia    | 22 | 7  | 15 |    |    | 29  | girone retrocessione |
| 12. | AZS Lublino        | 22 | 3  | 19 |    |    | 25  | girone retrocessione |

#### Seconda fase

##### Girone playoff
|    | Squadra           | G  | V  | P  | PF | PS | Pt. | Qualificazione |
| -- | ----------------- | -- | -- | -- | -- | -- | --- | -------------- |
| 1. | Śląsk Breslavia   | 32 | 28 | 4  |    |    | 60  | playoff        |
| 2. | Bobry Bytom       | 32 | 22 | 10 |    |    | 54  | playoff        |
| 3. | Gwardia Breslavia | 32 | 18 | 14 |    |    | 50  | playoff        |
| 4. | Lech Poznań       | 32 | 18 | 14 |    |    | 50  | playoff        |
| 5. | Polonia Varsavia  | 32 | 16 | 16 |    |    | 48  | playoff        |
| 6. | Zielona Góra      | 32 | 14 | 18 |    |    | 46  | playoff        |

##### Girone retrocessione
|     | Squadra            | G  | V  | P  | PF | PS | Pt. | Qualificazione        |
| --- | ------------------ | -- | -- | -- | -- | -- | --- | --------------------- |
| 7.  | Stal Stalowa Wola  | 32 | 16 | 16 |    |    | 48  | playoff               |
| 8.  | Astoria Bydgoszcz  | 32 | 15 | 17 |    |    | 47  | playoff               |
| 9.  | Górnik Wałbrzych   | 32 | 15 | 17 |    |    | 47  |                       |
| 10. | Hutnik Cracovia    | 32 | 14 | 18 |    |    | 46  |                       |
| 11. | Zagłębie Sosnowiec | 32 | 12 | 20 |    |    | 44  | retrocesse in II liga |
| 12. | AZS Lublino        | 32 | 4  | 28 |    |    | 36  | retrocesse in II liga |

## Playoff
|  | Quarti di finale | Quarti di finale  | Quarti di finale  |                   |                   | Semifinali      | Semifinali | Semifinali |  |  | Finali | Finali          | Finali |
|  |                  |                   |                   |                   |                   |                 |            |            |  |  |        |                 |        |
|  | 1.               | Śląsk Breslavia   | 3                 |                   |                   |                 |            |            |  |  |        |                 |        |
|  | 8.               | Astoria Bydgoszcz | 0                 |                   |                   |                 |            |            |  |  |        |                 |        |
|  | 8.               | Astoria Bydgoszcz | 0                 |                   | 1.                | Śląsk Breslavia | 3          |            |  |  |        |                 |        |
|  |                  |                   |                   |                   | 1.                | Śląsk Breslavia | 3          |            |  |  |        |                 |        |
|  |                  | 4.                | Lech Poznań       | 2                 |                   |                 |            |            |  |  |        |                 |        |
|  | 4.               | 4.                | Lech Poznań       | 2                 | Lech Poznań       | 3               |            |            |  |  |        |                 |        |
|  | 4.               |                   |                   |                   | Lech Poznań       | 3               |            |            |  |  |        |                 |        |
|  | 5.               | Polonia Varsavia  | 0                 |                   |                   |                 |            |            |  |  |        |                 |        |
|  |                  |                   |                   |                   |                   |                 |            |            |  |  | 1.     | Śląsk Breslavia | 3      |
|  |                  |                   | 3.                | Gwardia Breslavia | 2                 |                 |            |            |  |  |        |                 |        |
|  | 2.               | Bobry Bytom       | 3                 |                   |                   |                 |            |            |  |  |        |                 |        |
|  | 7.               | Stal Stalowa Wola | 0                 |                   |                   |                 |            |            |  |  |        |                 |        |
|  | 7.               | Stal Stalowa Wola | 0                 |                   | 2.                | Bobry Bytom     | 1          |            |  |  |        |                 |        |
|  |                  |                   |                   |                   | 2.                | Bobry Bytom     | 1          |            |  |  |        |                 |        |
|  |                  | 3.                | Gwardia Breslavia | 3                 |                   |                 |            |            |  |  |        |                 |        |
|  | 3.               | 3.                | Gwardia Breslavia | 3                 | Gwardia Breslavia | 3               |            |            |  |  |        |                 |        |
|  | 3.               |                   |                   |                   | Gwardia Breslavia | 3               |            |            |  |  |        |                 |        |
|  | 6.               | Zielona Góra      | 0                 |                   |                   |                 |            |            |  |  |        |                 |        |

| I liga 1991-1992          |
| ------------------------- |
| Śląsk Breslavia 9º titolo |

## Formazione vincitrice
| N° | Naz.                   | Ruolo | Sportivo            |  | Alt. |  |
| -- | ---------------------- | ----- | ------------------- |  | ---- |  |
|    | Polonia (bandiera)     | A     | Wojciech Błoński    |  | 197  |  |
|    | Polonia (bandiera)     | A     | Radosław Czerniak   |  | 199  |  |
|    | Polonia (bandiera)     | A     | Artur Hnida         |  | 200  |  |
|    | Polonia (bandiera)     | AC    | Jerzy Kołodziejczak |  | 201  |  |
|    | Polonia (bandiera)     | G     | Jarosław Krysiewicz |  | 192  |  |
|    | Polonia (bandiera)     | AG    | Dariusz Parzeńskii  |  | 206  |  |
|    | Polonia (bandiera)     | P     | Paweł Turkiewicz    |  | 187  |  |
|    | Polonia (bandiera)     | C     | Andrzej Wierzgacz   |  | 203  |  |
|    | Stati Uniti (bandiera) | P     | Keith Williams      |  | 181  |  |
|    | Polonia (bandiera)     | A     | Jarosław Wojdalski  |  | 198  |  |
|    | Polonia (bandiera)     | P     | Dariusz Zelig       |  | 192  |  |
|    | Polonia (bandiera)     | GA    | Maciej Zieliński    |  | 198  |  |
|    | Polonia (bandiera)     | AG    | Jarosław Zyskowski  |  | 205  |  |
|    | Polonia (bandiera)     | All.  | Mieczysław Łopatka  |  |      |  |